# Anathana ellioti
La ardilla bambú (Anathana ellioti) es una especie de tupaya que vive en los bosques de la India. Pertenece al género monotípico Anathana. 
El nombre científico del género deriva del idioma tamil Moongil Anathaan (ardilla bambú); y el nombre de la especie es en honor a sir Walter Elliot, del servicio civil de la India en Madras.
Mide 16-18,5 cm de largo con una cola de 16-19,5 cm. Su fórmula dental es I 2/3 C 1/1 P 3/3 M 3/3. La dentición es acorde a su dieta omnívora.

Postura de descanso de la tupaya A. ellioti.

Se la halla en el subcontinente Indio, al sur del río Ganges. Tres subespecies han sido descritas:
1. A. e. ellioti, del Ghats Occidentales, colinas de Biligirirangan, Shevaroy y otras serranías del sur de India
2. A. e. pallida, de India central primariamente en Madhya Pradesh y Raipur
3. A. e. wroughtoni, de Satpura, y Dangs cerca de Bombay. Muy poco es lo que se conoce del estatus de esas poblaciones.

Esta especie no es particularmente arbórea y está mucho tiempo en el suelo o trepando cerca de terreno rocoso en búsqueda de insectos y semillas. Es fácilmente separado de las ardillas en el campo por su forma y color de la cola y la curva hacia arriba con la que la cuelga al caminar.
En árboles, tienen el hábito de subir y bajar rápidamente. También suben a troncos bajos para luego deslizarse por ellos cabeza abajo. Eso podría estar asociado con marcas de esencias como muchos de los Scandentia con sus glándulas en sus cogotes.